# 八连通
八向连通（八连通）区域指的是从区域内每一象素出发，可通过八个方向，即上、下、左、右、左上、右上、左下、右下这八个方向的移动的组合，在不越出区域的前提下，到达区域内的任意象素。
八连通则定义为:
{\displaystyle N8(p)=N4\bigcup {(x+1,y+1),(x+1,y-1),(x-1,y+1),(x-1,y-1)}}
对每一个值为1的点若其八连通有一个点的值也为1,那么这两个点就归为一个物体。